# Leska
Leska (Corylus) jest rod listopadnog drveća i velikog žbunja koje raste na severnoj hemisferi, u područjima sа umerenom klimom. Ovaj rod obično se svrstava u porodicu breza, iako neki botaničari izdvajaju leske (zajedno sa grabovima i povezanim vrstama) u posebnu porodicu, Corylaceae. Plod leske zove se lešnik.
Leske imaju jednostavne, zaobljene listove sa dvostruko nazubljenim rubovima. Cvetovi se razvijaju u vrlo ranoj fazi proleća, pre lišća, i jednodomni su, sa jednopolnim resama; muške rese su bledožute i duge 5–12 cm, a ženske su vrlo male i većim delom skrivene u pupoljcima; vidljivi su samo svetlocrveni delovi tučka dužine 1–3 mm. Plodovi su orasi dužine 1–2,5 cm i prečnika 1–2 cm, oko kojih je ljuska (involukrum), koja delomično ili potpuno zatvara orah.
Oblik i struktura ljuske, kao i tip rasta (da li je stablo ili žbun s izdancima) važni su u identifikaciji vrsta leske.
Polen vrsta leske, koji je često uzrok alergija krajem zime ili početkom proleća, može se identifikovati pod uvećanjem (600 puta) po karakterističnim egzosporijima, koji imaju tri primetne pore.

## Vrste
ima 14–18 vrsta. Opis vrsta u istočnoj Aziji sporan je; WCSP i Flora Kine razlikuju se po tome koji su taksoni prihvaćeni; u okviru ove regije, samo one vrste koje prihvataju oba ova izvora navedene su na spisku ispod. Vrste su grupisane na sledeći način:
- Orah okružen mekim, lisnatim involukrumom, više stabljika, izdanci žbunja visine do 12 m
  - Involukrum kratak, otprilike iste dužine kao orah
    - [11][12][13] – američka leska (istočna Severna Amerika)
    -  – obična leska (Evropa i zapadna Azija).[4][14][15]
    - [9][6] – azijska leska
    - [16][17][18] – junanska leska (srednja i južna Kina)

  - Involukrum dug, dvostruko duži od oraha ili više, formira „kljun”
    - [19][20][21] – kolhidska leska (Kavkaz)
    - [22][23][24] – kljunasta leska (Severna Amerika)
    -  – carigradska leska (jugoistočna Evropa i jugozapadna Azija)
    -  – azijska kljunasta leska (severoistočna Azija i Japan; sinonim: C. mandshurica)
- Orah okružen krutim, bodljikavim involukrumom, jedna stabljika visine 20–35 m
  - Involukrum umereno bodljikav i sa žlezdastim dlakama
    -  – kineska leska (zapadna Kina)
    -  – turska leska (jugoistočna Evropa i Mala Azija)
    -  – Fargesova leska (zapadna Kina)
    -  – Žakmontova leska (Himalaji)
    -  – Vangova leska (jugozapadna Kina)

  - Involukrum sa gustim bodljama, nalik na omotač ploda kestena
    -  – himalajska leska (Himalaji, Tibet i jugozapadna Kina; sinonim: C. tibetica).

Postoji nekoliko hibrida; ukrštanje se može desiti između vrsta u različitim odjeljcima ovog roda, npr. Corylus × colurnoides (C. avellana × C. colurna). Najstarija potvrđena vrsta leske jeste Corylus johnsonii, pronađena kao fosil u stenama iz doba ipresijana u okrugu Feri (Vašington).

## Upotrebe
Orasi svih leski su jestivi. Obična leska se najviše uzgaja od svih vrsta zbog svojih plodova. Beru se i plodovi drugih vrsta, ali nijedna nije od komercijalnog značaja osim carigradske leske.
Više kultivara ove dve vrste leske se uzgajaju kao ukrasne biljke u vrtovima, uključujući forme s iskrivljenim stabljikama (C. avellana „Kontorta”, poznata kao „štap Harija Laudera” zbog svog kvrgavog izgleda), „tužnim” granama (C. avellana „Pendula”) i purpurnim lišćem (C. maxima „Purpurea”).
Leska je tradicionalni materijal korišten za pleteno pruće, ograde od takvog pruća, košare i ramove pletenih čamaca. Stablo se može okresivati, a regenerirajući izdanci omogućuju njihovu žetvu svakih nekoliko godina.
Larve raznih vrsta iz reda leptira (Lepidoptera) koriste lesku za ishranu.

## Galerija
- Izgled (Fargesova leska)
- Muške rese (obična leska)
- Ženski cvet (obična leska)
- Lišće i plodovi sa bodljikavom ljuskom (turska leska)
- Lešnjaci

## Literatura
- Stults, Debra Z.; Axsmith, Brian J. (2009). „Betulaceae from the Pliocene and Pleistocene of Southwest Alabama, Southeastern United States”. Review of Palaeobotany and Palynology. 155 (1–2): 25—31. Bibcode:2009RPaPa.155...25S. doi:10.1016/j.revpalbo.2009.01.001.
- Chen, Zhi-Duan; Manchester, Steven R.; Sun, Hai-Ying (1999). „Phylogeny and Evolution of the Betulaceae as Inferred from DNA Sequences, Morphology, and Paleobotany”. American Journal of Botany. 86 (8): 1168—1181. JSTOR 2656981. PMID 10449397. doi:10.2307/2656981.
- Bousquet, J., Strauss, S. H. & Li, P. 1992. Complete Congruence Between Morphological And Rbcl-Based Molecular Phylogenies In Birches And Related Species (Betulaceae). Molecular Biology And Evolution, 9, 1076-1088. ISSN 0737-4038
- Whitcher, I. N. & Wen, J. 2001. Phylogeny And Biogeography Of Corylus (Betulaceae): Inferences From Its Sequences. Systematic Botany, 26, 283-298. ISSN 0363-6445
- Yoo, K.-O.; Wen, J. (2007). „Phylogeny of Carpinus and subfamily Coryloideae (Betulaceae) based on chloroplast and nuclear ribosomal sequence data”. Plant Systematics and Evolution. 267 (1–4): 25—35. Bibcode:2007PSyEv.267...25Y. S2CID 46108485. doi:10.1007/s00606-007-0533-2.
- Angiosperm Phylogeny Group (2009), „An update of the Angiosperm Phylogeny Group classification for the orders and families of flowering plants: APG III”, Botanical Journal of the Linnean Society, 161 (2): 105—121, doi:10.1111/j.1095-8339.2009.00996.x
- Christenhusz, M. J. M.; Byng, J. W. (2016). „The number of known plants species in the world and its annual increase”. Phytotaxa. Magnolia Press. 261 (3): 201—217. doi:10.11646/phytotaxa.261.3.1 .
- Soltis DE, Smith SA, Cellinese N, Wurdack KJ, Tank DC, Brockington SF, Refulio-Rodriguez NF, Walker JB, Moore MJ, Carlsward BS, Bell CD, Latvis M, Crawley S, Black C, Diouf D, Xi Z, Rushworth CA, Gitzendanner MA, Sytsma KJ, Qiu YL, Hilu KW, Davis CC, Sanderson MJ, Beaman RS, Olmstead RG, Judd WS, Donoghue MJ, Soltis PS (2011). „Angiosperm phylogeny: 17 genes, 640 taxa”. Am J Bot. 98 (4): 704—730. PMID 21613169. doi:10.3732/ajb.1000404. hdl:2027.42/142064.
- Xiang X-G, Wang W, Li R-Q, Lin L, Liu Y, Zhou Z-K, Li Z-Y, Chen Z-D (2014). „Large-scale phylogenetic analyses reveal fagalean diversification promoted by the interplay of diaspores and environments in the Paleogene”. Perspectives in Plant Ecology, Evolution and Systematics. 16 (3): 101—110. Bibcode:2014PPEES..16..101X. doi:10.1016/j.ppees.2014.03.001.
- Chen Z-D, Manchester SR, Sun H-Y (1999). „Phylogeny and evolution of the Betulaceae as inferred from DNA sequences, morphology, and palaeobotany”. Am J Bot. 86 (8): 1168—1181. JSTOR 2656981. PMID 10449397. doi:10.2307/2656981 .
- Martins, S.; SimAues, F.; Matos, J.; Silva, A. P.; Carnide, V. (2014). „Genetic relationship among wild, landraces, and cultivars of hazelnut (Corylus avellana) from Portugal revealed through ISSR and AFLP markers”. Plant Systematics and Evolution. 300 (5): 1035—1046. Bibcode:2014PSyEv.300.1035M. S2CID 18832843. doi:10.1007/s00606-013-0942-3. hdl:10348/6564 .
- „Kent cobnuts”. Roughway Farm. 2019. Приступљено 4. 2. 2019.
- „BBC: On your farm - The Kentish cobnut”. BBC. 15. 7. 2018. Приступљено 4. 2. 2019.
- „What is a Cobnut”. kentishcobnutsassociation. Приступљено 2021-11-12.
- „Hazelnuts in Ontario – Growing, Harvesting and Food Safety”. gov.on.ca. Архивирано из оригинала 2019-08-09. г. Приступљено 2014-11-07.
- „Fındık”. Yeni Ansiklopedi (на језику: турски). јануар 2011. Архивирано из оригинала 2012-01-04. г. Приступљено 2017-12-15.
- „Hazelnuts (with shell); Crops by Region, World List, Production Quantity, 2021”. UN Food and Agriculture Organization, Statistics Division (FAOSTAT). 2023. Приступљено 29. 4. 2023.
- Medrich, Alice (2015). Pure Dessert: True Flavors, Inspiring Ingredients, and Simple Recipes. Artisan Books. стр. 157. ISBN 9781579656850. „gianduja resembles a bar of chocolate. It is softer on the tooth than a plain chocolate bar (because of the oil from the hazelnuts)”
- Hugh Fearnley-Whittingstall (8. 9. 2007). „Nuts, whole hazelnuts”. The Guardian.

## Spoljašnje veze
- Eichhorn, Markus (decembar 2010). „The Hazel Tree”. Test Tube. Brady Haran za Univerzitet u Nottinghamu.
- Flora of North America: Betulaceae